# Odimienna metoda nauki czytania
Odimienna metoda nauki czytania – metoda nauki czytania, opracowana przez polską pedagog i socjolog Irenę Majchrzak na początku lat 80. XX wieku z wykorzystaniem myśli pedagogicznej Marii Montessori. Naukę rozpoczyna przedstawienie sposobu zapisu słowa (pierwszy poznany wyraz), którego znaczenie jest znane od wczesnego dzieciństwa – własnego imienia. Dzieci, które są uczone w ten sposób, szybko orientują się, że czytanie nie jest „wymawianiem” zapisanych słów (łączeniem odczytanych głosek), lecz odnajdywaniem znaczeń wyrazów, będących literowym szyfrem.

## Historia
Irena Majchrzak opracowała tę metodę podczas pracy z Indianami Czontoli w meksykańskim stanie Tabasco. W tym okresie miała ona pod opieką ok. 700 uczniów w 14 internatach. Podczas pomocy w odrabianiu pracy domowej dziewczynce o imieniu Simona, Majchrzak zastosowała naukę poprzez prezentowanie zapisu literowego imienia na wizytówce. Odkryła ona, iż dzieci lepiej kojarzą obraz niż dźwięk i oparła swoją metodę na zmyśle wzroku. Jej koncepcja stała w opozycji wobec stosowanej dotąd metody głoskowej. Metoda ta z powodzeniem była stosowana od początku lat 80. w nauce dzieci i dorosłych w Meksyku, a także od początku lat 90. XX wieku w Polsce. We wrześniu 2010 roku rozpoczęto naukę dzieci romskich w Polsce metodą Majchrzak.
Sama Majchrzak uzasadniała zastąpienie zmysłu słuchu wzrokiem w wywiadzie dla Joanny Podgórskiej w „Polityce” z lipca 2010 r. następująco:

Dzielenie słowa na głoski jest zbrodnicze, odbiera mu sens. Czytanie przestaje być frajdą, szukaniem sensów ukrytych w zapisanych znakach. Zmienia się w ogłupiające przekładanie liter na głoski i z powrotem. A dla dziecka „my” „i” „ś” w żaden sposób nie jest misiem. Zna słowo miś i gdy zobaczy napis (odpowiedni wyraz), musi po prostu połączyć go ze znaczeniem. Uporczywy, szkolny trening wybrzmiewania głosek nie ułatwia zrozumienia tekstu, przeciwnie, utrudnia. Odwraca uwagę od wyrazu jako znaku graficznego. Przecież pismo to fenomen graficzny, więc logiczne, że przy jego poznawaniu powinniśmy posługiwać się wzrokiem, a nie słuchem.

## Stosowanie
Nauka oparta jest na różnego typu zestawach ćwiczeniowych, elementarzach i grach. Dziecku prezentowane są obrazy, które łączy ze znaczeniem słowa. Naukę można rozpocząć w momencie, gdy dziecko jest w stanie łączyć znaczenie słowa z jego zapisem graficznym będącym abstrakcją. Według Majchrzak zapis pisemny jest stały i dziecko może się do niego odwołać w każdej chwili, podczas gdy doznanie słuchowe zależne jest od nadawcy dźwięku i przemija.